# 科技罪案組
科技罪案組（英文：Technology Crime Division，縮寫：TCD）於2001年6月成立，現時隸屬於香港警務處刑事及保安處刑事部網絡安全及科技罪案調查科，主要責任為搜集及分析情報、調查嚴重科技罪案、作出法律及技術性研究，並且與業內專業人士和海外執法機關聯絡，防止科技罪案發生。

## 組織

### 隸屬於商業罪案調查科時期 （2001年6月 - 2014年12月31日）
- 科技罪案組：由一名警司出任主管，人員擁有資訊科技或者相關科目的學歷，當中包括電腦法理鑑證專家、數據管理及系統工程師等專業資格。人員於接受訓練時，亦需要考取電腦法理鑑證資格。
  - 行動科：由一名總督察領導。
    - 行動分組：分為多隊
    - 法證調查分組

  - 支援科：由一名總督察領導。
    - 情報及支援分組
    - 防止科技罪案小組（英文：Technology Crime Prevention Unit）：負責制訂和推行防止科技罪案的事務，務求加強香港市民對防止科技罪案的意識。防止科技罪案小組除了為香港市民提供專業的資訊科技保安建議及回應相關的諮詢外，亦負責舉辦各類型的防止科技罪案活動。由一名高級督察領導，下設一名警長。

  - 網絡安全中心

### 撥歸網絡安全及科技罪案調查科以後（2015年1月1日起）
- 科技罪案組：由一名警司出任主管。

### 前任主管
- 譚威信警司

### 現任主管
- 高狄警司

## 歷史

### 電腦罪案組成立
踏進1990年代，互聯網及電子郵件使用日漸普及，創造了無地域界限的電子領域，促進工商業發展之餘，亦為不法之徒提供前所未有的犯罪工具和環境。為了有效力地防止不非份子利用電腦犯罪以及提升偵查電腦罪案的能力及水平，電腦罪案組（英文：Computer Crime Section）於1993年成立。
1993年，電腦罪案組被納進商業罪案調查科，當時編制為17名。

### 電腦罪案調查支援組成立
臨近2000年代，電腦使用率在香港持續飆升，電腦罪案組的工作量亦持續地增加，日趨繁複，當前編制不足以應付在香港各區所發生的電腦罪案。因此，商業罪案調查科於1999年7月20日至21日一連兩日在警察訓練學校舉辦首個電腦罪案調查支援組訓練課程，為求為各警區和單位培訓對電腦罪案有相當認識的人員，內容包括講座、筆試以及電腦罪案調查支援組的甄選程序，逾180名警務人員和數名入境事務處和海關人員參與。同年12月，電腦罪案調查支援組成立，編制為83名，此舉促使警察力量增加，提升警務處應付電腦罪案所帶來的挑戰的能力。
2001年，電腦罪案組協助英國及加拿大警察進行電腦法理鑑證，成功以鑑證結果為呈堂證據。

### 科技罪案組成立
隨著資訊科技發展一日千里，商業及金融服務業越趨全球化，科技罪案數量直線上升。商業罪案調查科於2001年6月將電腦罪案組的編制擴充，增加人手至42名人員，同時擴充科技資源及改革成立科技罪案組，以加強打擊由此引發的科技罪行；又與香港專上學院（包括香港科技大學）合作舉辦訓練計劃，令到人員在電腦法證及起回數碼證據方面提升專業水平。同年9月6日，科技罪案組位於香港警察總部警政大樓的電腦法證檢驗室（英文：Computer Forensics Laboratory）啟用；至該日，科技罪案組擴充編制至60名。此外，隨著電腦罪案組改革成立為科技罪案組，電腦罪案調查支援組亦改革成立為科技罪行初步支援小組。
2009年，科技罪案組擴充編制至71名。
踏進2010年代，香港科技罪案數字不斷上升，而且愈趨複雜。於2011年，科技罪案組接獲2,206宗罪案，涉及損失金額達1億5千萬港元。同年，更有黑客攻擊香港交易所網站，導致逾7間股票及窩輪牛熊證停牌。於2012年，科技罪案組增加至98名人員；同年，科技罪案組接獲3,015宗罪案，涉及損失金額達3億4千萬港元，包括發生金銀業貿易場轄下交易商去年亦遭到黑客攻擊及勒索。有見及此，警務處於2013年3月落實計劃將科技罪案組升格、獨立成科，編制倍增，以應付及處理黑客入侵商業機構等嚴重科技罪案。警務處就此計劃向保安局申請，預計於兩年內落實。與此同時，科技罪案組將會加強訓練警區人員，使到警區人員能夠處理一些簡單科技罪案。

### 網絡安全中心成立
根據警務處的統計顯示，2012年首10月紀錄有761宗「非法進入電腦系統」案件，即比較2011年全年紀錄有567宗大幅度增加34%，涉及金額亦由4,110萬港元大幅度上升至1億3千5百萬港元；至於分散式阻斷服務罪案則由2011年紀錄有11宗增加愈倍至2012年首10月紀錄有25宗，金額則由140萬港元下降至35萬港元。有見及此，香港警務處認為除了需要調查案件外，亦需要預先監察以預防網絡攻擊發生，於2012年1月宣布於該年內成立網絡安全中心，及向香港立法會申請相關撥款。同年12月7日，網絡安全中心成立，由時任警務處處長曾偉雄主持開幕禮。時任商業罪案調查科主管鍾兆揚總警司表示，日後不排除擴大網絡安全中心的服務範圍，包括提供人員培訓及支援、進行電腦驗證及化驗事務、審視及評估新網絡病毒及黑客攻擊手法等等。

### 重組科技罪行初步支援小組
隨著智慧型手機及平板電腦普及，兩者亦相繼成為了新興的犯罪工具，涉及多種類型罪行，包括偷拍裙底、網絡詐騙及收受非法賭注等等。加上整體科技罪案數量大幅度地上升，從2012年的3,015宗至2014年增加至5,133宗，致使科技罪案組的工作量大幅度地增加。2013年，科技罪案組接獲為行動裝置進行法理鑑證的要求高達2,853宗（單是手提電話已經涉及近4,000部。），比較2012年的2,462宗增長16%。為求促進效率，善用警察力量，將高科技犯罪證據保留，以增加破案率，科技罪行初步支援小組於2013年11月重組為科技罪案初步應變小組，包括添置多種器材、擴大職能，為科技罪案組的行動電話、智慧型電話及平板電腦等行動裝置進行初步法理鑑證及為科技罪案組外的前線警務人員提供與打擊科技罪案相關的訓練任務，加強科技罪案初步應變小組對處理行動裝置的訓練，例如提供操作法證儀器及電腦程式的法理鑑證訓練等等，藉以提升科技罪案初步應變小組處理更複雜及更廣範的科技罪案的能力及水平，減少後期分析人員的工作量，致使科技罪案組可以集中資源，調查嚴重科技罪案。

### 升格為網絡安全及科技罪案調查科
時至2010年代，香港為世界上使用Wi-Fi熱點最密集的地方之一，97%香港居民都已經接達寬頻服務，而行動電話的滲透率更高達237%，預期將會有進一步的增長。因此，個人、機構及重要基礎設施均容易成為科技罪案的受害者，其網絡安全亦容易受到威脅。鑑於科技罪行有迅速增加的趨勢，警務處處長曾偉雄於2014年起將打擊科技罪案列為首要行動項目之一。縱使科技罪案組的編制於成立起一直擴充，不過作為商業罪案調查科轄下的一個組別，其獲撥款之財政資源不足以應付日益複雜的科技罪案以至網絡安全威脅所帶來的挑戰。警務處為了加強在打撃科技罪行上的能力，透過於2014年1月15日發表的《2014年度香港行政長官施政報告》宣佈，科技罪案組將會於同年12月與網絡安全中心合併及升格為網絡安全及科技罪案調查科，分工將會比較現時明細，人員增加近倍至181名，由一名總警司領導。至2015年1月1日，網絡安全及科技罪案調查科成立，原來隸屬於商業罪案調查科的科技罪案組及其轄下的網絡安全中心被撥歸其下，並且進行重組、擴充。

## 訓練

### 互聯網及網絡調查課程
互聯網及網絡調查課程（英文：Internet and Network Investigation Course，縮寫：INIC）為科技罪案組所發展的4個嶄新先進訓練課程之一，由香港警察學院舉辦，為期兩週的課程內容屬高度技術性，能夠提升人員調查互聯網及網絡罪案的能力。除了香港人員外，中國大陸、澳門、新加坡及泰國等地的警察機關皆會派遣人員參與。

### 電腦法理鑑證證書課程
電腦法理鑑證證書課程（英文：Computer Forensics Certification Course）由科技罪案組與香港警察學院聯合舉辦，為期兩週，課程旨在令到人員了解電腦數據寫進電腦內的過程，以及在無電腦法理鑑證軟件協助下分析檔案系統，包括FAT、exFAT及NTFS，以取回電子證據等基礎概念與知識。人員於課程完結後，必須成功通過考試才會獲得頒發證書，以便日後於法律審訊過程中有資格及條件提供專家意見。除了香港人員外，澳門、新加坡及馬來西亞等地的警察機關、稅務局及法證機關皆有派遣人員參與。

### 資訊科技罪案調查導師培訓工作坊
資訊科技罪案調查導師培訓工作坊（英文：Train-the-Trainer Workshop on IT crime investigation）由科技罪案組與國際刑警組織聯合舉辦，工作坊旨在向參與的亞洲及南太平洋區域執法人員提供與網絡罪案調查的相關訓練，使到他們成為國際刑警認可導師。工作坊由科技罪案組人員擔任總導師，與多位香港和海外專業人士教授，內容包括在網際網絡上追蹤罪犯、分析網絡交通資訊、使用事故應變調查工具，以及調查源自「僵屍網絡」（被駭客操控的電腦網絡）的網絡罪案等。於工作坊最後一日舉行實務考試，人員必須考獲60%的分數方才為合格，獲得頒授導師獎狀。除了香港人員外，日本、印度、加拿大、新加坡、印度尼西亞、科威特、不丹、馬爾代夫及澳門皆有派遣人員參與。

## 大事記
- 沙田馬場炸彈案，全組人員於案發後不眠不休翻查炸彈狂徒縛在炸彈上的手提電話，掌握目標人物資料，於事發後48小時內破案[60][61]。
- 陳冠希裸照事件[62]
- 香港交易所被黑客攻擊案[63]
- 金銀業貿易場被黑客攻擊及勒索案

## 公眾聯繫

### 全城電腦清潔日
全城電腦清潔日為防止科技罪案小組每年聯同政府資訊科技總監辦公室及香港電腦保安事故協調中心合作舉辦，務求提高香港社會對資訊科技的保安意識，鼓勵公眾「清潔」電腦，及對電腦使用者提供實用的網絡保安建議。

## 以科技罪案組為題材的作品

### 電視劇
- 《天網》（2013年）
- 《迷網》（2020年）

### 微電影
- 《自投羅網》（2014年至2015年）

## 相關參見
- 網絡安全組
- 政府資訊科技總監辦公室
- 香港電腦保安事故協調中心